# تپه چغا سلیمان
تپه چغا سلیمان مربوط به عصر مس و سنگ - دوره ساسانیان - سده‌های میانه دوران‌های تاریخی پس از اسلام است و در شهرستان کرمانشاه، بخش ماهیدشت، دهستان چغانرگس، ۱/۵ کیلومتری شمال شرق روستای قلعه داراب خان واقع شده و این اثر در تاریخ ۷ اسفند ۱۳۸۶ با شمارهٔ ثبت ۲۱۷۲۴ به‌عنوان یکی از آثار ملی ایران به ثبت رسیده است.